# 여수장우중문시
“여수장우중문시”(與隋將于仲文詩)는 612년 고수전쟁 당시 고구려의 장수 을지문덕이 수나라의 사령관 우중문에게 보낸 한시이다.

## 개요
《삼국사기》에는 관련 일화가 기록되어 있다. 612년, 수나라가 30만군으로 고구려를 침공했을 때 고구려의 장수인 을지문덕이 수나라 장수 우중문에게 시를 보냈다.

“귀신같은 책략은 하늘의 이치를 다했고(神策究天文)

오묘한 꾀는 땅의 이치를 깨우쳤네(妙算窮地理)

싸움에서 이긴 공이 이미 높으니(戰勝功旣高)

만족함을 알고 그만두기를 이르노라(知足願云止)”